# 炔雌醇
炔雌醇（全称乙炔雌二醇，缩写EE），3-羟基-19-去甲-17α-孕甾-1,3,5(10)-三烯-20-炔-17-醇，17α-Ethynylestra-1,3,5(10)-triene-3,17β-diol，分子式C20H24O2，是一种雌激素药物，广泛作为避孕药使用。